# دهستان آبنما
دهستان آبنما، یکی از دهستان‌های بخش مرکزی شهرستان رودان در استان هرمزگان ایران است. مرکز این دهستان، روستای خراجی است.

## جمعیت
بر پایه سرشماری عمومی نفوس و مسکن در سال ۱۳۹۵، جمعیت دهستان آبنما برابر با ۲۲٬۲۷۱ نفر بوده‌است.